# リサイクル工作コンクール
ちゅうでんリサイクル工作コンクール(ちゅうでんリサイクルこうさくコンクール）は、公益財団法人ちゅうでん教育振興財団が主催する工作コンクール。1997年（平成9年）に中部電力主催で始まり、2001年（平成13年）に同財団設立とともに事業を引き継いだ。

## 概要
全国の小学生を対象にし、いらなくなった生活用品を利用した工作をテーマにリサイクル工作の作品を募集している。
作品募集は4月から9月中旬。12月～1月に愛知県名古屋市で表彰式を開催。